# 44 Batalion WOP
44 Batalion Wojsk Ochrony Pogranicza – zlikwidowany samodzielny pododdział Wojsk Ochrony Pogranicza pełniący służbę na granicy polsko-czechosłowackiej.

Składnica Materiałowa Głubczyce – zlikwidowana składnica zaopatrzenia kwatermistrzowskiego Wojsk Ochrony Pogranicza.

## Formowanie i zmiany organizacyjne
Na podstawie rozkazu MBP nr 043/org. z 3 czerwca 1950, na bazie 21 Brygady Ochrony Pogranicza, sformowano 4 Brygadę Wojsk Pogranicza, a 1 stycznia 1951 69 batalion Ochrony Pogranicza przemianowano na 43 batalion WOP z miejscem dyslokacji w Głubczycach ul. Żeromskiego JW 2502.
Zarządzeniem MSW nr 0104/61/WW z 4 lipca 1961 przeformowano 44 batalion WOP w Głubczycach. Komendę nad strażnicami objęły sąsiednie bataliony: 45. w Prudniku oraz 43. w Raciborzu. Batalion ostatecznie rozformowano w 1962.

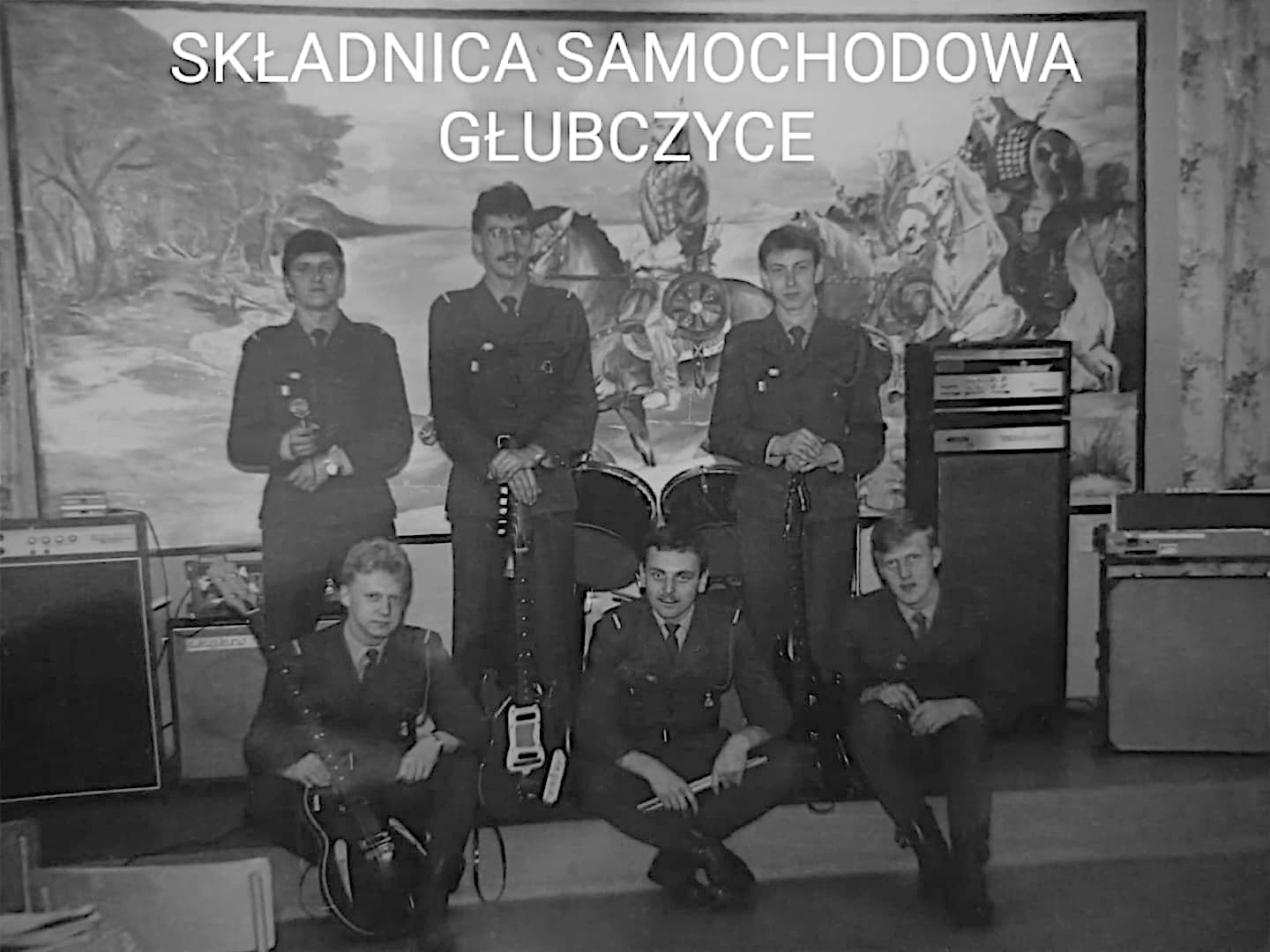
Żołnierze WOP, członkowie zespołu muzycznego (1980–1989)

W miejsce rozformowanego batalionu utworzono referat zwiadu podległy sekcji zwiadu 43 batalionu WOP. Grupa Operacyjna Zwiadu WOP działania operacyjne organizowała i realizowała w zakresie ochrony granicy państwowej, kontrwywiadowczej ochrony kraju, operacyjnej ochrony obiektów oraz zabezpieczenia ładu i porządku w strefie nadgranicznej. Realizowała swoje czynności przy pomocy osobowych źródeł informacji na zapleczu strażnic WOP:
- Pilszcz
- Bliszczyce
- Krasne Pole
- Równe.

Również utworzona została Składnica Sprzętu Kwatermistrzowskiego podległa sztabowi GB WOP, a następnie dowództwu WOP.
Zarządzeniem nr 012 Komendanta Głównego Straży Granicznej z 7 maja 1991 w sprawie rozwiązania jednostek WOP oraz utworzenia jednostek organizacyjnych Straży Granicznej Minister Spraw Wewnętrznych polecił z dniem 16 maja 1991 rozwiązać Składnicę Samochodową WOP w Głubczycach istniejącą według etatu nr 44/0133 o stanie osobowym na okres „W” 61 żołnierzy i 2 pracowników cywilnych oraz na okres „P” 72 żołnierzy i 2 pracowników cywilnych.
Straż Graniczna:

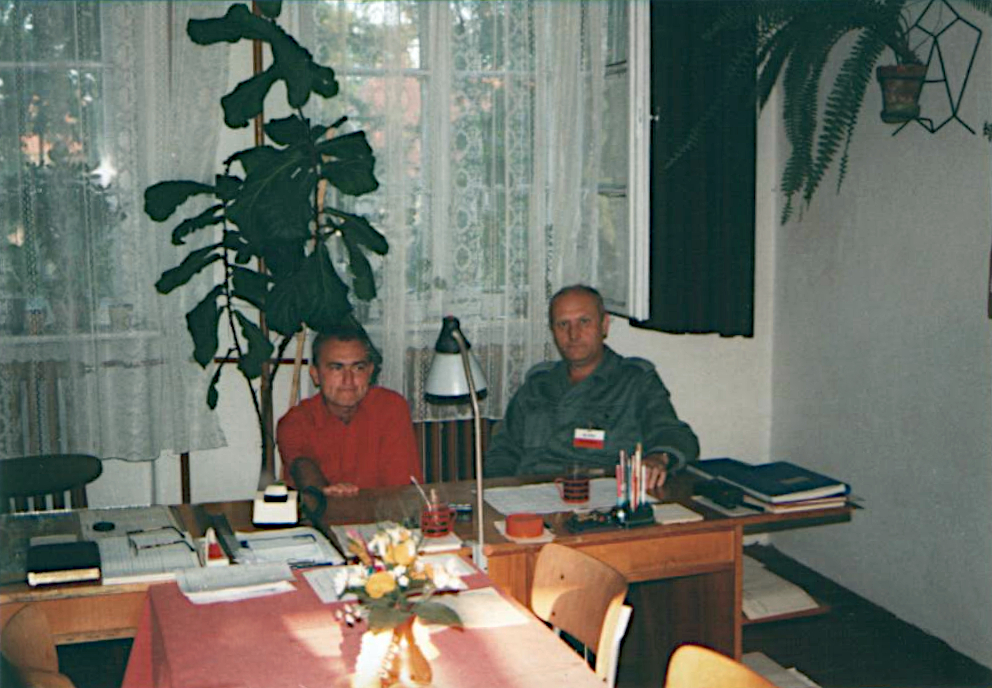
Oficer Dyżurny st. sierż. sztab. SG Zygmunt Wojewoda wraz z Piotr Bugnar pracownikiem cywilnym SG – Grupa Techniki i Zabezpieczenia Głubczyce Wydziału Techniki i Zabezpieczenia ŚlOSG (wrzesień 1996)

15 maja 1991 przestały istnieć Wojska Ochrony Pogranicza, 16 maja 1991 powstała Straż Graniczna, która przejęła obiekty koszarowe w których została utworzona Składnica Samochodowa Komendy Głównej Straży Granicznej. Następnie Śląski Oddział Straży Granicznej, przejął obiekty koszarowe i została utworzona, Grupa Operacyjna Wydziału Ochrony Granicy Państwowej (WOGP), Grupa Techniki i Zabezpieczenia Wydziału Techniki i Zabezpieczenia do zabezpieczenia logistycznego strażnic i granicznych placówek kontrolnych kierunku głubczyckiego, a od 1994 również prudnicko-nyskiego oraz przeniesionej z Prudnika samodzielnej kompanii odwodowej, która w 1999 została przeniesiona do Cieszyna. Po opuszczeniu koszar przez sko, obiekt przekazano gminie.

## Struktura organizacyjna
- dowództwo i pododdziały sztabowe[11] – Głubczyce

W 1954 batalionowi podlegały:
- 223 strażnica WOP Pilszcz
- 224 strażnica WOP Boboluszki
- 225 strażnica WOP Bliszczyce
- 226 strażnica WOP Krasne Pole
- 227 strażnica WOP Równe
- 228 strażnica WOP Pomorzowice.

1 stycznia 1960 batalionowi WOP Głubczyce podlegały:
- 8 strażnica WOP IV kategorii Pomorzowice
- 9 strażnica WOP IV kategorii Równe
- 10 strażnica WOP IV kategorii Krasne Pole
- 11 strażnica WOP IV kategorii Bliszczyce
- 12 strażnica WOP IV kategorii Boboluszki
- 13 strażnica WOP IV kategorii Pilszcz.

Od 1961 do 1962 batalionowi WOP Głubczyce podlegały:
- Strażnica WOP Kietrz
- Strażnica WOP Ściborzyce
- Strażnica WOP Pilszcz
- Strażnica WOP Boboluszki
- Strażnica WOP Bliszczyce
- Strażnica WOP Krasne Pole
- Strażnica WOP Równe
- Strażnica WOP Pomorzowice do 03.07.1961.

## Historia
- 1956 – koniec czerwca, początek lipca w okresie tzw. „Wypadków poznańskich”, przy linii granicznej i w strefie działania, odnajdywano pakunki zawierające ulotki z tzw. „bibułą”, przytwierdzone do balonów leżących na ziemi[12]. W związku z masowością zjawiska, żołnierze otrzymali zezwolenie na użycie broni, celem zestrzelenia nisko przelatujących balonów (nawet jeśli znajdowały się na terytorium czechosłowackim, ale w zasięgu ognia – to samo czynili pogranicznicy czechosłowaccy)[13].

## Żołnierze batalionu

### Dowódcy batalionu
- mjr Ludwik Majchrowicz (był w 1951)
- mjr Jan Mikoszewski (był w 1953)
- ppłk Jan Krasowski[14] (1955–1961).

### Kierownicy GOZ WOP
- kpt./mjr Stanisław Pogan (był w 1976)[15]
- mjr Zdzisław Florczak (21.04.1983–był 31.07.1990)[16].

### Kierownicy składnicy
- kpt. Jan Muryjas (był w 1976)[c][2]
- chor./st. chor. Ryszard Orlik (był w 1984–był w 05.1991)[d][17]

Straż Graniczna:
- mjr SG Zenon Demichowicz – do rozformowania[e].

### Kierownik GTiZ
- por. SG/kpt. SG Krzysztof Kołodyński (1991–1999)[f].

### Dowódca sko
- kpt. SG/mjr SG Bogusław Kuliński (1994–1999).